# Abo, Novi Meksiko
Abo je neuključeno područje u okrugu Torrance u američkoj saveznoj državi Novom Meksiku. Nalazi se na državnoj autocesti br.60. Naselje je koje je najbliže nacionalnom povijesnom spomeniku Abou, ruševinama puebla koje su dio nacionalnog spomenika Misija Salinas Pueblo (Salinas Pueblo Missions National Monument).
Abo je tipski lokalitet formacije Abo, koju čine pješčenjačke crvene naslage (sedimentno ležište tipa "red-bed"). Nalazi se sjeverozapadno od ruševina Aboa.

## Stanovništvo
Nije posebno zabilježen u podatcima popisa stanovništva 2010. godine.